# Xaydée Van Sinaey
Xaydée Van Sinaey (Geraardsbergen, 16 mei 2005) is een Belgische wielrenster en veldrijdster.

## Carrière
Op 8 januari 2022 werd ze Belgisch kampioene veldrijden bij de junioren. Op 5 november won ze brons bij de junioren tijdens de Europese kampioenschappen veldrijden 2022 op de Citadel van Namen. Tijdens het wereldkampioenschap veldrijden op 3 februari 2023 won ze brons in de mixed team relay, samen met o.a. Laurens Sweeck en Marion Norbert-Riberolle.
Op het wereldkampioenschap op de weg werd ze bij de junioren negende in 2022 en tiende in 2023.
In mei 2025 won Van Sinaey met de Belgische selectie de ploegentijdrit van de Tour de Feminin en ze werd derde in het eindklassement van deze Tsjechische rittenkoers.

## Palmares

### Veldrijden

#### Resultatentabel elite
| Seizoen   |    | WK | EK | BK |    | Klassementen | Klassementen | Klassementen | Klassementen | Klassementen |       | UCI- ranking |  | Podia | Podia | Podia | Aantal crossen |
| Seizoen   | WB | WK | EK | BK | SP | Trofee       | TOI          | Swiss        | Goud         | Zilver       | Brons | UCI- ranking |  |       |       |       | Aantal crossen |
| --------- | -- | -- | -- | -- | -- | ------------ | ------------ | ------------ | ------------ | ------------ | ----- | ------------ |  | ----- | ----- | ----- | -------------- |
| 2023-2024 |    | –  | –  | –  |    | –            | –            | 24e          | –            | –            |       | -            |  | -     | –     | 1     | 1              |
| 2024-2025 |    |    |    | 8e |    |              |              |              |              |              |       |              |  | 1     |       | 2     | 7              |
| Totaal    |    | –  | –  | –  |    | –            | –            | –            | –            | –            |       | –            |  | -     | -     | 3     | 7              |

#### Podiumplaatsen elite
| Legenda                       |
| ----------------------------- |
| Wereldkampioenschappen        |
| Continentale kampioenschappen |
| Nationale kampioenschappen    |
| Wereldbeker                   |
| Superprestige                 |
| Trofee                        |
| Overige veldritten            |

| Nr.           | Seizoen       | Datum            | Veldrit                                               | Cat.          | Wedstrijdserie |               |
| Overwinningen | Overwinningen | Overwinningen    | Overwinningen                                         | Overwinningen | Overwinningen  | Overwinningen |
| ------------- | ------------- | ---------------- | ----------------------------------------------------- | ------------- | -------------- | ------------- |
| 1.            | 2024-2025     | 1 januari 2025   | Grand Prix Garage Collé Pétange, Pétange              | C2            | Overige (#1)   | [ 2 ]         |
| 2e plaatsen   |               |                  |                                                       |               |                |               |
| 3e plaatsen   |               |                  |                                                       |               |                |               |
| 1.            | 2023-2024     | 14 oktober 2023  | Querfeldrhein - Gravel Und Cross-Festival, Düsseldorf | C2            | Overige (#1)   | [ 3 ]         |
| 2.            | 2024-2025     | 10 november 2024 | VAM-berg Cross, Wijster                               | C2            | Overige (#2)   | [ 4 ]         |
| 3.            | 2024-2025     | 16 november 2024 | Cyclo-cross Gernelle, Gernelle                        | C2            | Overige (#3)   | [ 5 ]         |

### Jeugd
2022
 Belgisch kampioene, junior
 Europees kampioenschap, junior
2023
 Wereldkampioenschap, mixed team relay

### Weg
2022
 Belgisch kampioenschap tijdrijden, junior
 Belgisch kampioenschap op de weg, junior
2023
 Belgisch kampioenschap tijdrijden, junior
2025
1e etappe (TTT) Tour de Feminin